# Temporada da Indy Lights de 2012
A temporada de 2012 da Indy Lights é uma temporada de automobilismo de rodas abertas. É a 27ª temporada da série e a décima primeira sancionada pela IndyCar, atuando como a principal série de apoio para a IZOD IndyCar Series. Começou em 24 de março de 2012 em São Petersburgo.
O campeonato foi dominado pela equipe Sam Schmidt Motorsports com o piloto francês Tristan Vautier vencendo o campeonato por oito pontos à frente do experiente companheiro de equipe argentino Esteban Guerrieri. Os pilotos da SSM venceram sete das doze corridas ao longo da temporada e Vautier também conquistou o título de novato do ano. O piloto colombiano Gustavo Yacamán, da Team Moore Racing, terminou em uma disputa acirrada por terceiros com o compatriota Sebastián Saavedra.

## Team and driver chart
- All drivers will compete in Firestone Firehawk–shod Dallara chassis.

| Team                          | No. | Drivers                 | Sponsor(s)                                                    | Rounds     |
| ----------------------------- | --- | ----------------------- | ------------------------------------------------------------- | ---------- |
| Sam Schmidt Motorsports       | 3   | Victor Carbone          | MAVTV / NevoNi                                                | All        |
| Sam Schmidt Motorsports       | 7   | Oliver Webb (R)         | Lucas Oil                                                     | All        |
| Sam Schmidt Motorsports       | 11  | Esteban Guerrieri       | Pistas Argentinas / Ironbox                                   | All        |
| Sam Schmidt Motorsports       | 77  | Tristan Vautier (R)     | Mazda Road to Indy / Braille Lithium Battery / Metro Elevator | All        |
| Team Moore Racing             | 2   | Gustavo Yacamán         | Tuvacol / Crepes & Waffles / Xtreme Coil Drilling             | All        |
| Team Moore Racing             | 22  | David Ostella           | Global Precast / Xtreme Coil Drilling                         | All        |
| Andretti Autosport AFS Racing | 26  | Carlos Muñoz (R)        | Automatic Fire Sprinklers / Dially-Ser                        | All        |
| Andretti Autosport AFS Racing | 27  | Sebastián Saavedra      | Automatic Fire Sprinklers                                     | All        |
| Bryan Herta Autosport         | 28  | Troy Castaneda (R)      | Forsythe / EMC / Barracuda Networks                           | 1–2        |
| Bryan Herta Autosport         | 28  | Nick Andries (R)        | Barracuda Networks / TBolt                                    | 3          |
| Bryan Herta Autosport         | 28  | Anders Krohn            | i-TEC Well Solutions                                          | 4, 7       |
| Juncos Racing                 | 86  | João Victor Horto (R)   | KONY 2012                                                     | 1–2, 4     |
| Juncos Racing                 | 86  | Bruno Palli (R)         | Team Viso Venezuela                                           | 12         |
| Juncos Racing                 | 86  | Chase Austin (R)        | Starting Grid, Inc.                                           | 7          |
| Juncos Racing                 | 87  | Chase Austin (R)        | Starting Grid, Inc.                                           | 4          |
| Team E                        | 17  | Brandon Wagner          |                                                               | 4          |
| Belardi Auto Racing           | 4   | Jorge Goncalvez         | TruFuel / Royal Oak Charcoal                                  | All        |
| Belardi Auto Racing           | 9   | Alon Day (R)            | Liberty Engineering                                           | 1–7        |
| Belardi Auto Racing           | 9   | Peter Dempsey           | TruFuel                                                       | 8–12       |
| Belardi Auto Racing           | 19  | Mike Larrison (R)       | TruFuel / Royal Oak Charcoal / Royal Purple                   | 4, 6–7, 12 |
| Brooks Associates Racing      | 8   | Alex Jones (R)          | Race 2 Energy Independence                                    | 1, 3       |
| Brooks Associates Racing      | 8   | Adderly Fong (R)        |                                                               | 11         |
| Fan Force United              | 24  | Armaan Ebrahim (R)      | JK Tyres / AMG                                                | 1–5        |
| Fan Force United              | 24  | Bryan Clauson           |                                                               | 6–7        |
| Fan Force United              | 24  | Stefan Wilson           | Jacked Up Energy Drink                                        | 12         |
| Fan Force United              | 42  | Emerson Newton-John (R) | Graystone Consulting / Pink & Blue for Two                    | 4, 11      |
| Younessi Racing               | 15  | Peter Dempsey           |                                                               | 4–5        |
| Younessi Racing               | 16  | Rodin Younessi (R)      |                                                               | 1, 5       |
| Jeffrey Mark Motorsport       | 76  | Juan Pablo Garcia       | Freightliner / Mygale                                         | All        |
| Hillenburg Motorsports        | 20  | Darryl Wills (R)        | Tequila Distinguido                                           | 1–3        |